# Асиновский район
А́синовский район — административно-территориальная единица (район) и муниципальное образование (муниципальный район) на юго-востоке Томской области России.
Административный центр — город Асино.

## География
Площадь района — 5943,3 км².
Главная река района: Чулым.

## История
В 1894—1925 годах в Томской губернии существовала Ново-Кусковская волость.
В мае 1925 года Ново-Кусковская укрупнённая волость была реорганизована в Ново-Кусковский район Сибирского края РСФСР.
В 1930 году к Ново-Кусковскому району был присоединён Зачулымский район.
7 июня 1933 года железнодорожный посёлок и станция Ксеньевка переименован в село Асино, а район — из Ново-Кусковского в Асиновский.
22 июня 1939 года территория бывшего Зачулымского района была выделена в отдельный Пышкино-Троицкий район.
23 августа 1944 года указом Президиума Верховного Совета СССР Асиновский район включён в состав Томской области.
12 декабря 1945 года село Асино было отнесено к категории рабочих посёлков.
31 марта 1952 года рабочий посёлок Асино преобразован в город районного подчинения.
Во время проходившей в 1960-х годах реформы административного деления СССР 8 февраля 1963 года был упразднён Пышно-Троицкий район, а его территория была присоединена к Асиновскому району. В январе 1965 года эти земли были выделены из Асиновского района вновь, образовав Первомайский район.
27 декабря 1973 года город Асино отнесён к городам областного подчинения.

## Население
| 2002    | 2007    | 2008    | 2009    | 2010    | 2011    |
| ------- | ------- | ------- | ------- | ------- | ------- |
| 40 979  | ↘39 200 | ↘38 900 | ↘38 705 | ↘36 459 | ↘36 395 |
| 2012    | 2013    | 2014    | 2015    | 2016    | 2017    |
| ↘35 709 | ↘35 310 | ↘34 777 | ↘34 487 | ↘34 344 | ↘34 117 |
| 2018    | 2019    | 2020    | 2021    |         |         |
| ↘33 713 | ↘33 267 | ↗33 389 | ↗33 862 |         |         |

Численность населения района составляет 3.26 % от населения области.
Урбанизация
В городских условиях (город Асино) проживают 73,57 % населения района.

## Муниципально-территориальное устройство
В муниципальный район входят 7 муниципальных образований, в том числе 1 городское поселение и 6 сельских поселений.
| № | Муниципальное образование            | Административный центр | Количество населённых пунктов | Население (чел.) | Площадь (км²) |
| - | ------------------------------------ | ---------------------- | ----------------------------- | ---------------- | ------------- |
| 1 | Асиновское городское поселение       | город Асино            | 1                             | ↗24 913          |               |
| 2 | Батуринское сельское поселение       | село Батурино          | 3                             | ↘1322            |               |
| 3 | Большедороховское сельское поселение | село Больше-Дорохово   | 6                             | ↗1063            |               |
| 4 | Новиковское сельское поселение       | село Новиковка         | 10                            | ↗1255            |               |
| 5 | Новокусковское сельское поселение    | село Ново-Кусково      | 5                             | ↘1970            |               |
| 6 | Новониколаевское сельское поселение  | село Новониколаевка    | 10                            | ↘1892            |               |
| 7 | Ягодное сельское поселение           | село Ягодное           | 5                             | ↗1447            |               |

### Населённые пункты
В Асиновском районе 40 населённых пунктов.
| №  | Населённый пункт | Тип                     | Население | Муниципальное образование            |
| -- | ---------------- | ----------------------- | --------- | ------------------------------------ |
| 1  | 153 км           | железнодорожный разъезд | ↘0        | Новиковское сельское поселение       |
| 2  | 161 км           | железнодорожный разъезд | ↘4        | Новиковское сельское поселение       |
| 3  | 167 км           | железнодорожный разъезд | ↘4        | Новиковское сельское поселение       |
| 4  | 169 км           | железнодорожный разъезд | ↗10       | Новиковское сельское поселение       |
| 5  | Асино            | город                   | ↗24 913   | Асиновское городское поселение       |
| 6  | Батурино         | село                    | ↘1177     | Батуринское сельское поселение       |
| 7  | Больше-Дорохово  | село                    | ↗477      | Большедороховское сельское поселение |
| 8  | Больше-Жирово    | деревня                 | ↗39       | Ягодное сельское поселение           |
| 9  | Большой Кордон   | посёлок                 | ↘232      | Новониколаевское сельское поселение  |
| 10 | Воронино-Яя      | деревня                 | ↗66       | Большедороховское сельское поселение |
| 11 | Вороно-Пашня     | деревня                 | ↗109      | Новиковское сельское поселение       |
| 12 | Гарь             | деревня                 | ↘165      | Новониколаевское сельское поселение  |
| 13 | Итатка           | деревня                 | ↗14       | Большедороховское сельское поселение |
| 14 | Казанка          | село                    | ↘219      | Новокусковское сельское поселение    |
| 15 | Караколь         | деревня                 | ↘45       | Новониколаевское сельское поселение  |
| 16 | Комаровка        | деревня                 | ↗2        | Новониколаевское сельское поселение  |
| 17 | Копыловка        | село                    | ↘64       | Новониколаевское сельское поселение  |
| 18 | Латат            | деревня                 | ↗72       | Ягодное сельское поселение           |
| 19 | Мало-Жирово      | деревня                 | ↗380      | Ягодное сельское поселение           |
| 20 | Минаевка         | село                    | ↘537      | Новониколаевское сельское поселение  |
| 21 | Митрофановка     | деревня                 | ↘21       | Новокусковское сельское поселение    |
| 22 | Михайловка       | деревня                 | ↘61       | Новониколаевское сельское поселение  |
| 23 | Моисеевка        | деревня                 | ↗189      | Новиковское сельское поселение       |
| 24 | Нижние Соколы    | деревня                 | ↘136      | Новиковское сельское поселение       |
| 25 | Новиковка        | село                    | ↘380      | Новиковское сельское поселение       |
| 26 | Ново-Кусково     | село                    | ↗1386     | Новокусковское сельское поселение    |
| 27 | Новониколаевка   | село                    | ↗769      | Новониколаевское сельское поселение  |
| 28 | Ново-Троица      | деревня                 | ↘54       | Новиковское сельское поселение       |
| 29 | Ноль-Пикет       | посёлок                 | ↘42       | Батуринское сельское поселение       |
| 30 | Осколково        | посёлок                 | ↘0        | Новониколаевское сельское поселение  |
| 31 | Отрадный         | посёлок                 | ↘17       | Новониколаевское сельское поселение  |
| 32 | Первопашенск     | посёлок                 | ↘103      | Батуринское сельское поселение       |
| 33 | Победа           | деревня                 | ↘89       | Большедороховское сельское поселение |
| 34 | Светлый          | посёлок                 | ↗369      | Новиковское сельское поселение       |
| 35 | Старо-Кусково    | деревня                 | ↘116      | Новокусковское сельское поселение    |
| 36 | Тихомировка      | деревня                 | ↗175      | Большедороховское сельское поселение |
| 37 | Феоктистовка     | деревня                 | ↘242      | Большедороховское сельское поселение |
| 38 | Филимоновка      | село                    | ↘228      | Новокусковское сельское поселение    |
| 39 | Цветковка        | село                    | ↗123      | Ягодное сельское поселение           |
| 40 | Ягодное          | село                    | ↗833      | Ягодное сельское поселение           |

Исчезнувшие населённые пункты:
- 174 км
- Ивано-Богословка (1900—2002 гг.)[19]
- Анга (1951—1958 гг.)

## Образование
- 5 дошкольных учреждений
- 8 средних школ
- ссузы:
  - Асиновский техникум промышленности и сервиса
  - представительство Томского коммунально-строительного техникума
  - филиал Томского аграрного колледжа
- филиалы и представительства вузов:
  - заочное отделение ТГПУ
  - филиал ТГАСУ на базе межшкольного учебного комбината
  - консультационный пункт Российского государственного социального института (на базе межшкольного учебного комбината)
- 2 спортивные школы
- 18 детских организаций
- Дом детского творчества

## Экономика
На территории района расположен комплексный заказник регионального значения «Мало-Юксинский».